# 塞雷斯卢和阿里邦
塞雷斯卢和阿里邦（法語：Serreslous-et-Arribans）是法国朗德省的一个市镇，属于蒙德马桑区（Mont-de-Marsan）。该市镇总面积5.46平方公里，2009年时的人口为206人。

## 人口
塞雷斯卢和阿里邦人口变化图示